# Када су дивови ходали земљом
Када су дивови ходали земљом: Биографија групе Лед зепелин је књига коју је написао Мик Вол, објављена 2008. То је биографија енглеског рок бенда Лед зепелин.
Књига говори о животним причама чланова бенда. Прича о Лед Цепелину је испричана кроз мешавину прозе и извода из интервјуа. Она је заснована, делом, на разговорима које је Вол водио са свим преживелим члановима бенда.